# Saint-Nabord-sur-Aube
Saint-Nabord-sur-Aube település Franciaországban, Aube megyében. Lakosainak száma 140 fő (2022. január 1.). Saint-Nabord-sur-Aube Mesnil-la-Comtesse, Saint-Remy-sous-Barbuise, Torcy-le-Petit, Vaupoisson és Vinets községekkel határos.

## Népesség
A település népessége az elmúlt években az alábbi módon változott:
| Lakosok száma | 85   | 96   | 131  | 124  | 137  | 139  | 139  | 137  | 137  | 140  |
|               | 1968 | 1982 | 1990 | 2006 | 2013 | 2015 | 2017 | 2019 | 2020 | 2022 |